# 烏亞茲多夫公園

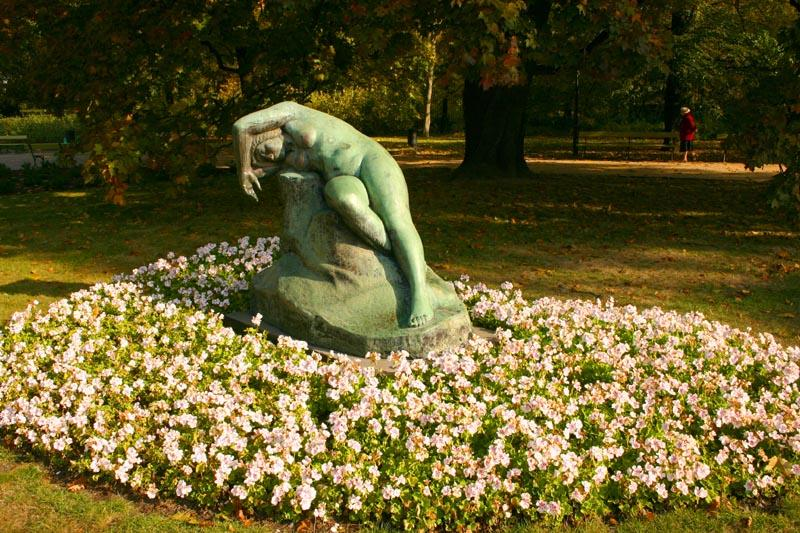
烏亞茲多夫公園

烏亞茲多夫公園（波蘭語：Park Ujazdowski）是波蘭首都華沙最美麗的公園之一，和烏亞茲多夫大道及眾多大使館相鄰。在1782年，這裡被斯坦尼斯瓦夫·奥古斯特收購，並一度用作軍事用途。在拿破崙戰爭之後，這裡成為用於娛樂和展覽會的公園。現在這裡仍有很受兒童喜愛的遊樂園。

## 外部連結
- （波兰語） Pre-war pictures of the park （页面存档备份，存于）

52°13′19″N 21°1′32″E / 52.22194°N 21.02556°E